# Къртицата
„Къртицата“ (на английски: The Mole) е приключенско реалити шоу, в което звезди и неизвестни хора живеят заедно в продължение на три месеца. Заедно те се борят за голямата награда от 250 000 лева, преодолявайки различни физически и психологически предизвикателства, но един от тях е Къртица и цели да провали мисиите им, вземайки парите за себе си. Основна задача на участниците и зрителите е да разкрият кой е предателят.

## Сезони
| Сезон | Сезон | Име                      | ТВ канал | Година | Дни | Старт            | Финал       | Победител      | Награда                                                             | Къртицата               |
| ----- | ----- | ------------------------ | -------- | ------ | --- | ---------------- | ----------- | -------------- | ------------------------------------------------------------------- | ----------------------- |
|       | 1.    | Къртицата                | TV7      | 2013   | 71  | 26 март 2013     | 17 юни 2013 | Любомир Жечев  | 250 000 лв.                                                         | Кирил Ефремов           |
|       | 2.    | Къртицата 2: Разтърсване | TV7      | 2014   | 72  | 24 февруари 2014 | 17 май 2014 | Георги Стоянов | 250 000 лв (Георги Стоянов – 152 860 лв. Емил Каменов – 97 140 лв.) | Емил Русев Емил Каменов |

## Първи сезон
Първият сезон в България започва на 26 март и завършва на 17 юни 2013 година. ВИП гост е Денис Родман

### Участници
- Любомир Жечев (25) (победител)
- Марина Певтичева (23)
- Кирил Ефремов (38, актьор) (къртицата)
- Тодор Бакалов (31)
- Деян Неделчев – Икебаната (49, поп певец)
- Божидар Искренов – Гибона (50, футболист)
- Рут Колева (22, джаз певица)
- Деян Донков (38, актьор)
- Велислава Спирова (25)
- Тони Христов (44)
- Евгения Калканджиева (38, Мис България 1995, модел)
- Радина Кърджилова (26, актриса)
- Марияна Маркова (24)
- Емануела (31, попфолк певица)
- Кристина Несторова (28)
- 100 кила (27, рап изпълнител)
- Миглена Каканашева (22)
- Азис (35, попфолк певец)
- Николета Лозанова (25, модел)
- Михаил Кирков (32)
- Валя и Моро  (29,45 интернет сензации)

## Втори сезон
Вторият сезон стартира на 24 февруари и завършва на 17 май 2014 година, като в него взимат участие 18 души, а ВИП гост е бившият футболист и настоящ актьор Вини Джоунс.

### Участници
- Георги Стоянов (33) (победител)
- Александър Сано (36, актьор)
- Евгени Иванов – Пушката (39, волейболист)
- Емил Каменов (33) (къртицата след отпадането на Емил Русев)
- Константин Воротнюк – Костя (27)
- Виктория Джумпарова (28, модел)
- Ивайла Бакалова (32, Мис България 2001, модел) (напуска поради контузия)
- Бориса Тютюнджиева (23, модел)
- Марина Мицич (26)
- Емил Русев (39)  (къртицата до отпадането си)
- Борислав Атанасов (28)
- Гергана Грънчарова (23)
- Илиян Киряков (46, футболист)
- Христина Русева (34)
- Индира Касимова (26)
- Екатерина Щайнингер (50)
- Христина Тушева (34)
- Стоян Бончев (38) (напуска поради контузия)
- Роксана (28, попфолк певица)

## Регламент

### Участници
Участниците влизат в уникална риалити надпревара, готови да се изправят срещу всички предизвикателства, за да спечелят четвърт милион лева. Един от тях обаче, още от първия ден, има коренно различен план – да саботира Групата. Това е Къртицата в отбора.

### Мисии и изпитания
Ежедневието на Участниците ще бъде изпълнено със зрелищни игри, Битки и загадки. Всяко преодоляно Изпитание ще носи пари на Групата. От всяка загубена Битка, печели „Къртицата“. Цялата сума, натрупана в сметката на „Групата“ ще бъде спечелена от 1 победител. В последното живо предаване на предаването, саботьорът ще бъде разкрит, а зрителите ще гласуват за този Участник, когото смятат за най-достоен победител на база на представянето му през целия сезон. Избраният, който събере най-много гласове на зрителите, ще си тръгне с целия бюджет, натрупан от „Групата“ през изминалите три месеца на състезания и предизвикателства.
И във втория сезон на зрителите са реални претенденти за голямата награда. Ако по време на финалния епизод, повече от 50% от тях са разкрили кой е „Къртицата“, парите от сметката на саботьора, събирани през 12-те седмици на шоуто, ще бъдат спечелени от един съобразителен зрител, успял да разконспирира предателя. Ако това се случи, Къртицата си тръгва от шоуто с празни ръце. Ако саботьорът остане неразкрит до края ще си тръгне с парите, натрупани в неговата сметка през целия сезон.
В „Къртицата 2: Разтърсване“ задачите са повече на брой и са по-сложни за изпълнение. Най-мащабна е „Битката“, пред която Участниците се изправят на живо в петъчните издания на предаването. Нейната трудност се определя от Изпитанието в Преддверието, което се случва в края на живото предаване в четвъртък. Тогава зрителите и гостите в студиото стават свидетели и на седмичната задача на участниците. Новите задачи в този сезон са две: първата е логическа, която Групата и Къртицата получават всяка седмица, а втората – стрелкова. Резултатът от всички задачи и Изпитания определя разпределението на парите в бюджетите на Групата и Къртицата.

### Елиминации и гласуване
Схемата на елиминации от първия сезон на „Къртицата“ е една и съща. Чрез гласуване зрителите определят своя заподозрян за Къртица, а резултатът от гласуването им става ясен в края на живото предаване в четвъртък вечер. През сезон втори обаче изборът им е много по-обоснован и информиран, тъй като те гласуват, след като са видели какво се е случило по време на логическата задача, ловуването, седмичната задача и Изпитанието в Преддверието. На следващия ден, по време на живо предаване в петък, Групата има своята Битка на Арената, след която определя заподозрения за Къртицата от Групата. Посоченият за Къртицата от зрителите и заподозряният от Групата се изправят пред тест с 10 въпроса, касаещи самоличността на саботьора. Този, който има по-малко верни отговори е елиминиран от шоуто. Другият попада в Изолатора на Базата. Това е отделено помещение в което Участникът ще е сам.

### Базата
Във втори сезон Базата е изградена така, че в нея Участниците ще имат достатъчно пространство и условия, които ще им позволяват да тренират ежедневно онези качества, които да им помогнат по време на различните Изпитания и Битки.

### Награда
Голямата награда е в размер на 250 000 лв., които ще се разпределят през трите месеца в бюджета на Групата и този на Къртицата в зависимост от изхода на всяка задача и Битка.